# Chris Finch
Christopher Finch (Cambridge, Ohio, 6 de noviembre de 1969) es un exjugador y entrenador de baloncesto estadounidense que dirige desde 2021 a los Minnesota Timberwolves de la NBA. Con 1,88 metros de estatura, jugaba en la posición de escolta.

## Trayectoria deportiva

### Universidad
Finch se graduó en 1992 en el Franklin & Marshall College en Lancaster, Pensilvania, donde fue All-American de la División III de la NCAA en 1991 y 1992. En 1991, como uno de los mejores defensores de la tercera división del país, ayudó a llevar a los F&M Diplomats a la final de la División III de la NCAA en Springfield, Ohio, en el que el equipo perdió ante Wisconsin-Platteville. Se encuentra entre los líderes de todos los tiempos de la escuela en puntos, rebotes, asistencias, tapones y robos.

### Profesional
Desarrolló su carrera como jugador en Inglaterra, con los Sheffield Forgers del entonces segundo nivel de baloncesto británico, la National Basketball League. Para la temporada 1994-95 el equipo ascendió al primer nivel del baloncesto británico, la British Basketball League.

### Entrenador
Chris continuó su carrera en Inglaterra, ya como entrenador de los Sheffield Sharks de la British Basketball League, el mismo equipo en el que jugó durante su carrera como jugador. Los llevó a varios títulos durante su mandato, convirtiendo a la franquicia en la más exitosa en la historia de la liga. Después de ganar el título de la 1998–99, fue nombrado Entrenador del año de la BBL.
Luego se mudó a Alemania donde fue entrenador de los Giessen 46ers, de la Basketball Bundesliga. El equipo tuvo un año horrible, con un récord de 4-13 y al borde del descenso, y fue despedido.
Después se mudó a Bélgica, donde fue el entrenador del Euphony Bree. Le llevó a su primer y único campeonato de la liga belga en 2005.
En 2007 fichó por los rivales de Euphony Bree en la liga de baloncesto belga, el Dexia Mons-Hainaut, trayendo a varios jugadores con él y su exitoso entrenador asistente Johan Roijakkers. Con él al mando, Dexia Mons-Hainaut llegó a la final de la FIBA EuroCup 2007-08, donde perdió ante BK Barons Riga por un solo punto.
En 2009 se convirtió en el entrenador en jefe de los Rio Grande Valley Vipers, de la NBA D-League. Bajo sus órdenes, los Vipers obtuvieron una marca de 34-16 y terminaron en primer lugar en la Conferencia Oeste, y obtuvo por primera vez acceso a los playoffs en la historia de la franquicia. En los playoffs, los Vipers vencieron a Reno Bighorns y Austin toros en tres partidos y barrieron a los Tulsa 66ers en las Finales para ganar el primer campeonato de la franquicia. Finch fue elegido Entrenador del Año de la NBA Development League.
Fue contratado como entrenador asistente de los Houston Rockets en 2011. Después de que Kevin McHale fue despedido en 2015 y J. B. Bickerstaff lo reemplazó de forma interina, Finch fue nombrado entrenador en jefe asociado.
De Houston pasó a los Denver Nuggets, siendo contratado el 8 de agosto de 2016 como entrenador en jefe asociado a Michael Malone. Para la temporada siguiente, el 8 de junio de 2017 firmó como entrenador asistente de los New Orleans Pelicans, a las órdenes de  Alvin Gentry. El 16 de noviembre de 2020 fue liberado por los Pelicans.
El 4 de diciembre de 2020 fue anunciado oficialmente como nuevo miembro del cuerpo técnico de los Toronto Raptors, donde se desempeñó como entrenador asistente de Nick Nurse, con quien estuvo bajo su mando en los Juegos Olímpicos de Londres 2012.
El 22 de febrero de 2021, los Minnesota Timberwolves le nombraron como el nuevo entrenador en jefe del equipo. El 11 de abril de 2022 recibió una extensión multianual de su contrato.
Al comienzo de su cuarta temporada en Minnesota, la 2023-24, fue nombrado entrenador del mes de octubre-noviembre de la conferencia Oeste. El 5 de febrero de 2024 fue elegido como entrenador del equipo de la conferencia Oeste en el All-Star Game. Tras su buena temporada, en junio de 2024, le ofrecieron una extensión de contrato por cuatro años más, hasta 2028.

#### Seleccionador nacional
Entre 2005 y 2013 fue además el seleccionador del Reino Unido, disputando el EuroBasket 2009 y el EuroBasket 2011, además de los Juegos Olímpicos de Londres 2012. Renunció después de que su equipo fuera eliminado de los Juegos Olímpicos para concentrarse en su carrera como entrenador de la NBA.

## Estadísticas como entrenador en la NBA
| Equipo    | Año     | P   | V   | D   | V–D% | Finalizado       | PP | VP | DP | PV–D% | Resultado                        |
| --------- | ------- | --- | --- | --- | ---- | ---------------- | -- | -- | -- | ----- | -------------------------------- |
| Minnesota | 2020-21 | 41  | 16  | 25  | .390 | 4.º en Northwest | —  | —  | —  | —     | No playoffs                      |
| Minnesota | 2021-22 | 82  | 46  | 36  | .561 | 3.º en Northwest | 6  | 2  | 4  | .333  | Pierde en Primera ronda          |
| Minnesota | 2022-23 | 82  | 42  | 40  | .512 | 2.º en Northwest | 5  | 1  | 4  | .200  | Pierde en Primera ronda          |
| Minnesota | 2023-24 | 82  | 56  | 26  | .683 | 3.º en Northwest | 16 | 9  | 7  | .563  | Pierde en Finales de Conferencia |
| Minnesota | 2024-25 | 82  | 49  | 33  | .598 | 3.º en Northwest | 15 | 9  | 6  | .600  | Pierde en Finales de Conferencia |
| Total     | Total   | 369 | 209 | 160 | .566 |                  | 42 | 21 | 21 | .500  |                                  |